# Aphidius fuscoventris
Aphidius fuscoventris är en stekelart som beskrevs av Cresson 1865. Aphidius fuscoventris ingår i släktet Aphidius och familjen bracksteklar. Inga underarter finns listade i Catalogue of Life.